# Lasaen
Lasaen is een bestuurslaag in het regentschap Belu van de provincie Oost-Nusa Tenggara, Indonesië. Lasaen telt 1790 inwoners (volkstelling 2010).